# 경주 근계리 입불상
경주 근계리 입불상(慶州 根溪里 立佛像)은 대한민국 경상북도 경주시 안강읍 근계리에 있는 불상이다. 1985년 8월 5일 경상북도의 문화재자료 제98호로 지정되었다.

## 개요
경상북도 경주시 안강읍 용운사에 모신 높이 176㎝의 불상이다. 배(舟)모양의 타원형 광배(光背) 앞면에 정면으로 꼿꼿이 서 있는 여래상을 매우 도드라지게 새겼으며, 현재 머리 부분 및 광배 윗부분이 없어진 것을 시멘트로 보수하였다.
긴 얼굴에 세모꼴의 코, 작은 입, 짧은 귀 등이 표현되어 독특한 인상을 풍긴다. 몸통과 옷은 간결하게 도식적으로 표현하였으며, 불신 뒤 광배에는 아무런 무늬도 새기지 않아 밋밋하다.
이 불상에서 특징적인 것은 광배 뒷면에 3층탑이 조각되어 있다는 점인데 여기에는 여래좌상이 새겨져 있다.

## 관리단체 지정
2019년 5월 23일 경상북도지사는 관리단체를 용운사로 지정하였다.
- 단체명 : 용운사 (경주시 안강읍 곤실길 188-168, 대표자 손호순(법명 대성))

## 참고 문헌
- 경주 근계리 입불상 - 국가유산청 국가유산포털